# Koko (Nigeria)
Koko est une commune de l'État du Delta au Nigeria, capitale de la zone de gouvernement local Warri Nord qui borde le fleuve Bénin. L'une des activités de Koko est son port.
Koko a attiré l'attention lorsqu'il a été découvert qu'elle servait aux courtiers en déchets (en) pour le trafic de déchets toxiques, en Afrique de l'Ouest.

## Source
- (en) Cet article est partiellement ou en totalité issu de l’article de Wikipédia en anglais intitulé « Koko, Delta » (voir la liste des auteurs).